# کلانتری
بخشی از شهربانی که به نگهداری آرامش و امنیت بخشی از شهر می‌پردازد.کلانتری برابر واژه فرانسوی کمیساریاست. به فرمانده کلانتری کلانتر می‌گویند.
وظیفه اصلی هر کلانتری پیشگیری از وقوع جرم است 
کلانتری به عنوان پلیس شهر و پاسگاه‌های انتظامی در خارج از شهر حافظ نظم و امنیت هر حوزه از خود است نیروی انتظامی به عنوان ضابط عام دادگستری است که در صورت مشاهده جرایم مشهود وظیفه برخورد مستقیم و معرفی مجرمین به دستگاه قضا را دارد
در جرایم غیر مشهود وظیفه کشف جرم با دستگاه قضا است که این وظیفه را بر عهده دارد.

## کلانتری در ایران
کلیهٔ امور کلانتری‌ها و پاسگاه‌های انتظامی کشور ایران بر عهدهٔ پلیس پیشگیری فراجا می‌باشد.